# Široki front (Urugvaj)
Široki front (špa. Frente Amplio, pokrata FA) urugvajska je politička stranka lijevog centra, odnosno krajnje ljevice, sa središtem u Montevideu. Glavni ideološki smjer stranke je socijaldemokracija, te u novije vrijeme i liberalizam. Široki front je vodeća ljevičarska stranka u Urugvaju, koja je neprekidno na vlasti od 2004. godine. Surađuje s drugim ljevičarskim strankama kao što su Demokršćanska stranka, Radnička stranka, Komunistička partija Urugvaja, Progresivni savez i druge.

## Povijest
Stranka je osnovana 1971. godine, od strane šačice nezadovoljnih ljevičara. Prvi predsjednik stranke i predsjednički kandidat bio je general Líber Seregni. Nakon Državnog udara 1973. stranka je proglašena nelegalnom, a njezin je rad bio zabranjen. Zabrana je trajala sve do 1985., kada je ponovno uspostavljena demokratska vlast u državi.
Nekoliko manjih ljevičarskih političkih stranaka, među kojima je bio i Široki front, osnovali su politički savez (koaliciju) Encuentro Progresista - Frente Amplio za Opće izbore 1994. godine. Ubrzo se koaliciji pridružila i socijaldemokrtaska stranka Novi svemir, koja je do danas ostala vjerni saveznik Širokog fronta te je redoviti član političkih saveza s njim. Koalicija Encuentro Progresista - Frente Amplio je na izborima 1994. osvojila preko 620.000 glasova (točnije 621.226), odnosno 30,8 %, i time osvojila 31 zastupničko mjesto u Zastupničkom domu i 9 mjesta u Senatu, odnosno ukupno 40 mjesta u Urugvajskom parlamentu. To je bio prvi veći uspjeh stranke od njezina osnivanja.

## Izborni rezultati

### Predsjednički izbori
| Godina izbora | Kandidat       | Prvi krug        | Prvi krug           | Drugi krug       | Drugi krug          |
| Godina izbora | Kandidat       | osvojeni glasovi | % osvojenih glasova | osvojeni glasovi | % osvojenih glasova |
| ------------- | -------------- | ---------------- | ------------------- | ---------------- | ------------------- |
| 1994.         | Tabaré Vázquez | 621.226          | 30,6 (3.)           |                  |                     |
| 1999.         | Tabaré Vázquez | 861.202          | 40,1 (1.)           | 982.049          | 45,9 (2.)           |
| 2004.         | Tabaré Vázquez | 1.124.761        | 51,7 (1.)           |                  |                     |
| 2009.         | José Mujica    | 1.105.262        | 48,0 (1.)           | 1.197.638        | 52,4 (1.)           |
| 2014.         | Tabaré Vázquez | 1.134.187        | 47,8 (1.)           | 1.226.105        | 56,2 (1.)           |

### Parlamentarni
| Godina izbora | osvojeni glasovi | % osvojenih glasova | Zastupnički dom (mandati) | +/- | Senat (mandati) | +/- | Bilješke |
| ------------- | ---------------- | ------------------- | ------------------------- | --- | --------------- | --- | -------- |
| 1994.         | 621.226          | 30,6 (3.)           | 31 / 99                   |     | 9 / 31          |     |          |
| 1999.         | 861.202          | 40,1 (1.)           | 40 / 99                   | 9   | 12 / 31         | 3   |          |
| 2004          | 1.124.761        | 51,7 (1.)           | 52 / 99                   | 12  | 17 / 31         | 5   |          |
| 2009.         | 1.093.869        | 47,5 (1.)           | 50 / 99                   | ▼ 2 | 16 / 30         | ▼ 1 |          |
| 2014.         | 1.134.187        | 49,45 (1.)          | 50 / 99                   | 0   | 15 / 30         | ▼ 1 |          |

## Vanjske poveznice
- (šp.) Službene stranice stranke  Arhivirana inačica izvorne stranice od 13. ožujka 2014. (Wayback Machine)